# Tüfenkcsi
A tüfenkcsi törökül: tüfenkçi irreguláris török gyalogos katona a régi oszmán hadseregben. Nevükben benne van a török tüfek (puska, flinta) szó, a jelentése tehát puskás. A kis létszámú egységek közé tartoztak. Tüfenkcsiket akkor kezdtek felállítani, amikor a török sereg bevezette arzenáljába a muskétát is, amíg a többi gyalogost nem kezdték el muskétákkal ellátni, addig a janicsárok után ők rendelkeztek másodsorban lőfegyverrel. Ezzel a megnevezéssel elkülönítették őket a sereg azon többi egységétől, akiknek íjaik voltak. Sokuk puskaműves volt.

A pasák muskétákkal felfegyverzett gyalogtestőrségét is nevezték tüfenkcsiknek.